# Money Talks – Geld stinkt nicht
Money Talks – Geld stinkt nicht (Money Talks) ist eine US-amerikanische Action-Komödie von Brett Ratner aus dem Jahr 1997. Chris Tucker ist in der Rolle eines kleinen Gauners zu sehen, der fälschlicherweise des Mordes verdächtigt wird und dem ein Reporter (Charlie Sheen) zu Hilfe kommt.

## Handlung
Der Kleinkriminelle Franklin Hatchett vermurkst dem Fernsehreporter James Russell eine Reportage und wird aus Rache von diesem an die Polizei verraten und verhaftet. Zufällig wird er bei der Überführung ins Zentralgefängnis mit dem skrupellosen belgischen Diamantenschmuggler Raymond Villard zusammengekettet. Als der Transport überfallen wird um Villard zu befreien, wird Hatchett deshalb als einziger am Leben gelassen und kann ebenfalls fliehen. Allerdings wird er von nun an als mutmaßlicher Polizistenmörder gesucht und wendet sich hilfesuchend an James Russell. Dieser wittert eine große Story und gewährt Franklin Unterschlupf, obwohl er kurz vor seiner eigenen Hochzeit steht.
Da Franklin von einem großen Deal Raymonds erfahren hat, geraten beide ins Visier Raymonds, der die beiden Mitwisser ausschalten will.
Als Hatchett erfährt, dass die Diamanten im Wert von 15 Mio. Dollar in einem alten Sportwagen versteckt sind, der demnächst auf einer Auktion angeboten wird, überredet er den schwerreichen Vater von James’ Braut, den Wagen als „Hochzeitsgeschenk“ zu ersteigern. Obwohl es zu einer wilden Schießerei kommt, kann Hatchett mit dem erworbenen Jaguar XK 120 OTS und den Diamanten entkommen, während Russell von Villard und seiner Bande als Geisel genommen wird.
Der Austausch findet nachts im Olympiastadion von Los Angeles statt, wozu Franklin jedoch auch seine Gläubiger und Polizei gelockt hat. Es kommt zum großen Showdown, wobei Franklin von seinem Jugendfreund, dem Waffenhändler Aaron tatkräftig unterstützt wird. Am Ende kann Russell sich befreien und den Hubschrauber des fliehenden Raymond sprengen, wobei dieser ums Leben kommt.
Bei der Hochzeit schenkt Trauzeuge Franklin seinem neuen Freund James einen Ring mit einem der zurückbehaltenen Diamanten.

## Kritiken
James Berardinelli kritisierte auf ReelViews, Charlie Sheen zeige kaum Präsenz und wirke, als hätte er an seiner Rolle keinen Spaß. Die Handlung sei „dünn“. Berardinelli lobte die Darstellung von Chris Tucker, die den Film „anschaubar“ („watchable“) mache.
Das Lexikon des internationalen Films schrieb: „Spannungs- und humorlose Action-Komödie ohne jeden Anflug von Selbstironie. Dem uninspirierten Gesamteindruck passen sich die konturlosen Darsteller an.“

## Hintergrund
Der Film wurde in Los Angeles und in Beverly Hills gedreht. Seine Produktionskosten betrugen schätzungsweise 25 Millionen US-Dollar. Der Film spielte in den Kinos der USA ca. 41,07 Millionen US-Dollar ein.

## Auszeichnungen
Chris Tucker wurde im Jahr 1998 für die Goldene Himbeere nominiert.